# Stazione di Gerusalemme Yitzhak Navon
La stazione di Gerusalemme-Yitzhak Navon (in ebraico ירושלים – יצחק נבון‎?) è la principale stazione ferroviaria di Gerusalemme, in Israele, capolinea orientale della ferrovia Tel Aviv-Gerusalemme.

## Storia
La costruzione della stazione è iniziata nel 2007 ed è stata completata nel 2018 con un costo di circa 500 milioni di nuovi sicli israeliani.
La stazione prende il nome dal gerosolimitano Yitzhak Navon, quinto presidente israeliano.

## Impianti e strutture
L'ingresso della stazione si trova a un'altitudine di 815 metri s.l.m. e la maggior parte della superficie che occupa è situata nel sottosuolo; Gerusalemme-Yitzhak Navon, con i suoi 80 metri sotto il livello del terreno, è la stazione ferroviaria per trasporto passeggeri più profonda al mondo.
La stazione consta di quattro binari e due banchine a isola della lunghezza di 300 metri ciascuna.
Grazie alla sua profondità, la stazione potrebbe fungere anche da rifugio in caso di attacco convenzionale, biologico o chimico, potendo fornire rifugio a 5 000 persone.

## Interscambi
La stazione consente l'intescambio con le linee di superficie del trasporto pubblico locale cittadino, con la rete tranviaria, nonché con l'autostazione centrale di Gerusalemme.
- Fermata tram
- Fermata autobus locali e a lunga percorrenza

## Galleria d'immagini

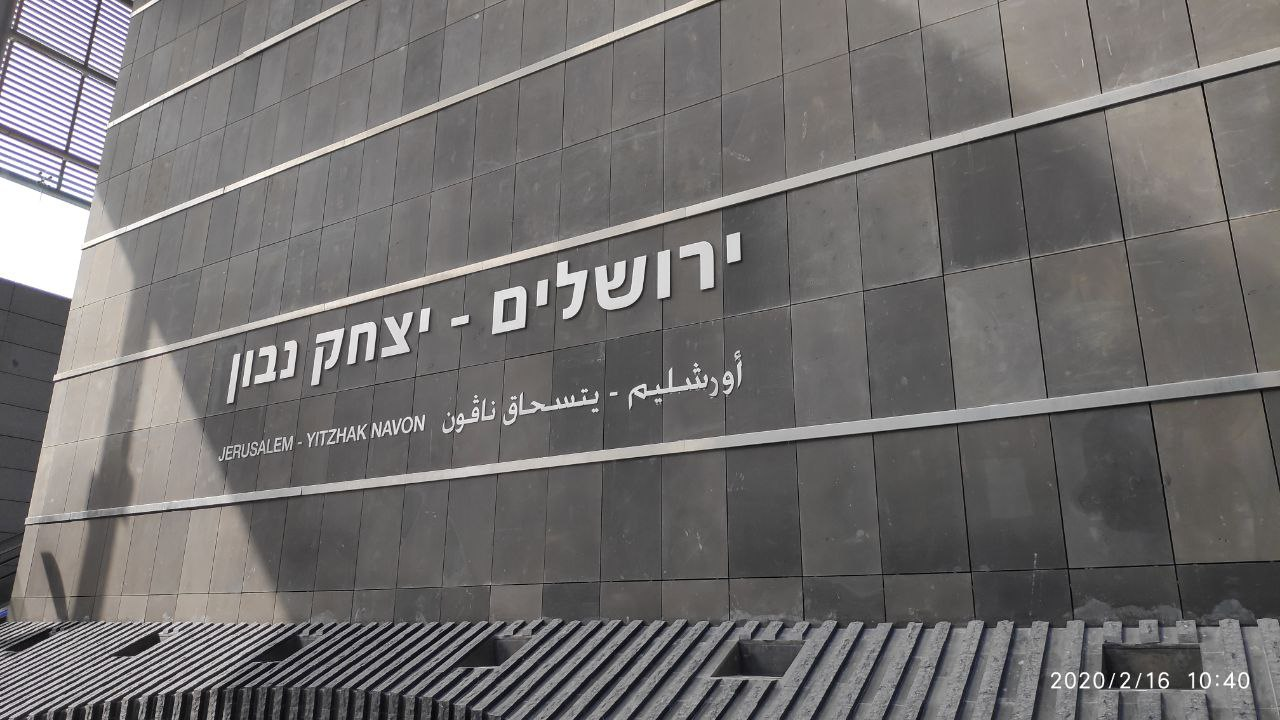
Insegna della stazione
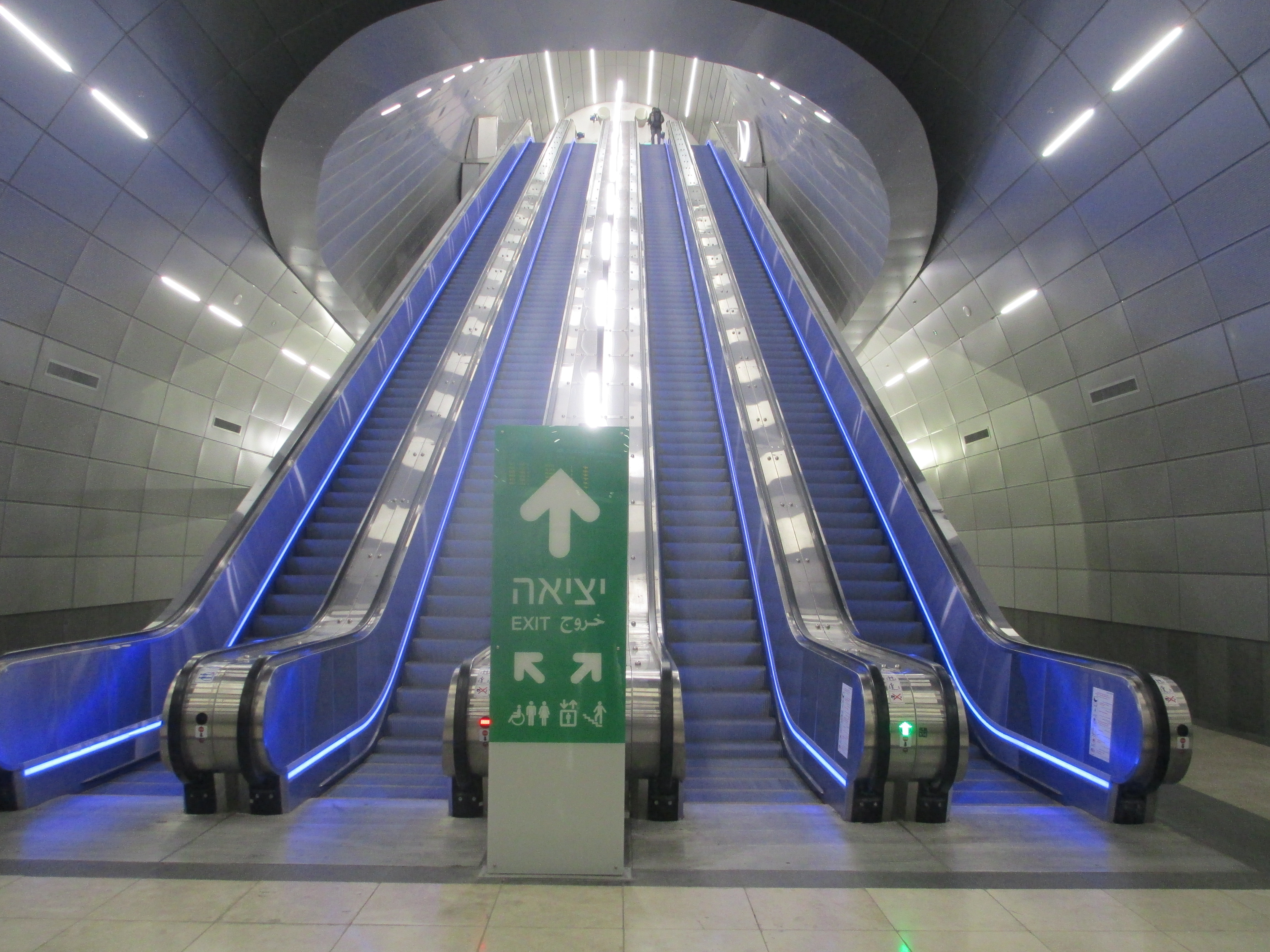
Una delle tre serie di scale mobili della stazione